# بريان تالبوت
بريان تالبوت (بالإنجليزية: Bryan Talbot)‏ هو كاتب بريطاني، ولد في 24 فبراير 1952 في ويغان في المملكة المتحدة.